# Águila Sideral
Águila Sideral es una canción del grupo chileno Los Jaivas, editada en su disco Alturas de Machu Picchu (1981). Su letra pertenece originalmente a uno de los cantos del poema "Alturas de Machu Picchu", perteneciente a la obra Canto General (1951) de Pablo Neruda.
Es el vuelo cósmico de la ciudad, en el que se proyecta hacia la eternidad, hacia el infinito. Está tratando como una visión desde el espacio sideral, como un planeta flotando en el cosmos.
La improvisación que da la vida al tema se sostiene hasta el final sin interrupción. Comienza con arpegio de la guitarra eléctrica del instrumento es procesada a su vez por timbre responde a que la señal eléctrica del instrumento es procesada a su vez por otro instrumento, el minimoog, provocando una sonoridad particular que se logra pasando el cable de la guitarra por el minimoog y luego conectando este al amplificador de la guitarra. El bajo, el piano y la batería prosiguen con la base del tema, hasta que hace su aparición la quena, grabada a dos voces, que pareciera abrir el telón para que la voz cantada se presente con solemnidad. La tonalidad del tema está en la menor y su ritmo es de 6/8 con acentuación de la caja en el pulso sexto, a lo que suma un efecto delay en el golpe de la caja, otorgándole al tema un sonido y espacialidad singular.
Águila sideral es un ejemplo de cómo se fusionan elementos de la improvisación, pautada y libre, con el uso de efectos electrónicos provenientes del rock psicodélico, que modifican la espacialidad del sonido. Sobre el proceso de composición de este tema, Mario Mutis señala que nace de una improvisación entre él, Claudio Parra y Gabriel Parra:
Claudio estaba improvisando en el piano sonidos que podemos reconocer en el tema que posteriormente fuera grabado e incluido en el disco. Yo propuse una base en el bajo, complementando lo que improvisaba, luego llega Gabriel y propone en la caja, ese sonido característico del tema, en donde, en un ritmo de 6/8, Gabriel golpea la caja en el tiempo 6. Luego, Eduardo (Parra) le agregó un efecto de delay o repetición a la caja (1, 2, 3, 4, 5, ta 6, ta 1, ta 2, ta 3, ta 4, ta 5), dando la sensación de espacialidad al tema. Puesto que la improvisación inicial fue grabada, felizmente quedó como referente para que posteriormente Gato le agregara  las quenas, la guitarra eléctrica y la melodía cantada.